# Keb’ Mo’
Keb’ Mo’  (Kevin Roosevelt Moore) (Los Angeles, Kalifornia, 1951. október 3. –) Grammy-díjas amerikai zenész, dalszerző, énekes, gitáros.
A Keb’ Mo’ művésznevet egészen fiatalon vette fel afroamerikai büszkesége jeléül. 1994-ben jelent meg második albuma Keb’ Mo’ felirattal, külön lemezcím nélkül. Az 1980-as Rainmaker még a valódi nevén jelent meg.
Zenéje sok műfajú: pop, rock, blues, folk, dzsessz.

## Lemezei
- 1980: Rainmaker
- 1994: Keb’ Mo’
- 1996: Just Like You (Grammy-díj 1997, Best Contemporary Blues Album)
- 1998: Slow Down (Grammy-díj 1999, Best Contemporary Blues Album)
- 2000: The Door
- 2001: Big Wide Grin
- 2002: Martin Scorsese resents the Blues: Keb’ Mo’
- 2004: Keep It Simple (Grammy-díj 2005, Best Contemporary Blues Album)
- 2004: Peace... back by popular demand
- 2006: Suitcase
- 2009: Live & 'Mo'
- 2011: The Reflection
- 2014: Bluesamericana
- 2017: Keb' Mo' Live – That Hot Pink Blues Album
- 2017: TajMo
- 2019: Oklahoma
- 2019: Moonlight, Mistletoe & You
- 2022: Good To Bee...